# Scandola
Het Scandola-natuurreservaat (19,19 km², waarvan 9,19 km² land en 10 km² water), opgericht in december 1975, ligt op het Franse eiland Corsica in het Regionale Park Corsica. Het park en het reservaat zijn door de UNESCO aangewezen als Werelderfgoed in 1983.

## Ligging
Het Scandola-reservaat ligt aan de centrale westkust van Corsica tussen Punta Muchillina en Punta Nera, dat wil zeggen 42°14'-42°25'N, 8°37'-9°00'O, en omvat Cape Girolota en Cape Porto.

## Geografische kenmerken
Het reservaat heeft twee sectoren, de Elpa Nera-inham en het schiereiland Scandola. De hoekige en steile kliffen bevatten veel grotten en worden geflankeerd door steile rotsen en bijna ontoegankelijke eilandjes en kreken, zoals Tuara. De kustlijn is ook bekend om haar rode kliffen, sommige 900 meter hoog, zandstranden en voorgebergtes. Het gebied heeft een Mediterraan klimaat, met hete, droge zomers.

## Natuur
Het natuurreservaat werd onder andere opgericht om de hier nestelende kolonie visarenden te beschermen. In de jaren 1970 was de populatie hier nagenoeg verdwenen maar anno 2024 zijn er ongeveer 35 nesten. Andere vogels die hier nestelen zijn de slechtvalk, de aalscholver en de zilvermeeuw.

## Bescherming
In 1930 werd een wet van kracht die vernietiging of verandering verbood. Het Scandola-natuurreservaat wordt streng beschermd om het gebied in haar oorspronkelijke staat terug te brengen. Vissen en duiken zijn er verboden.

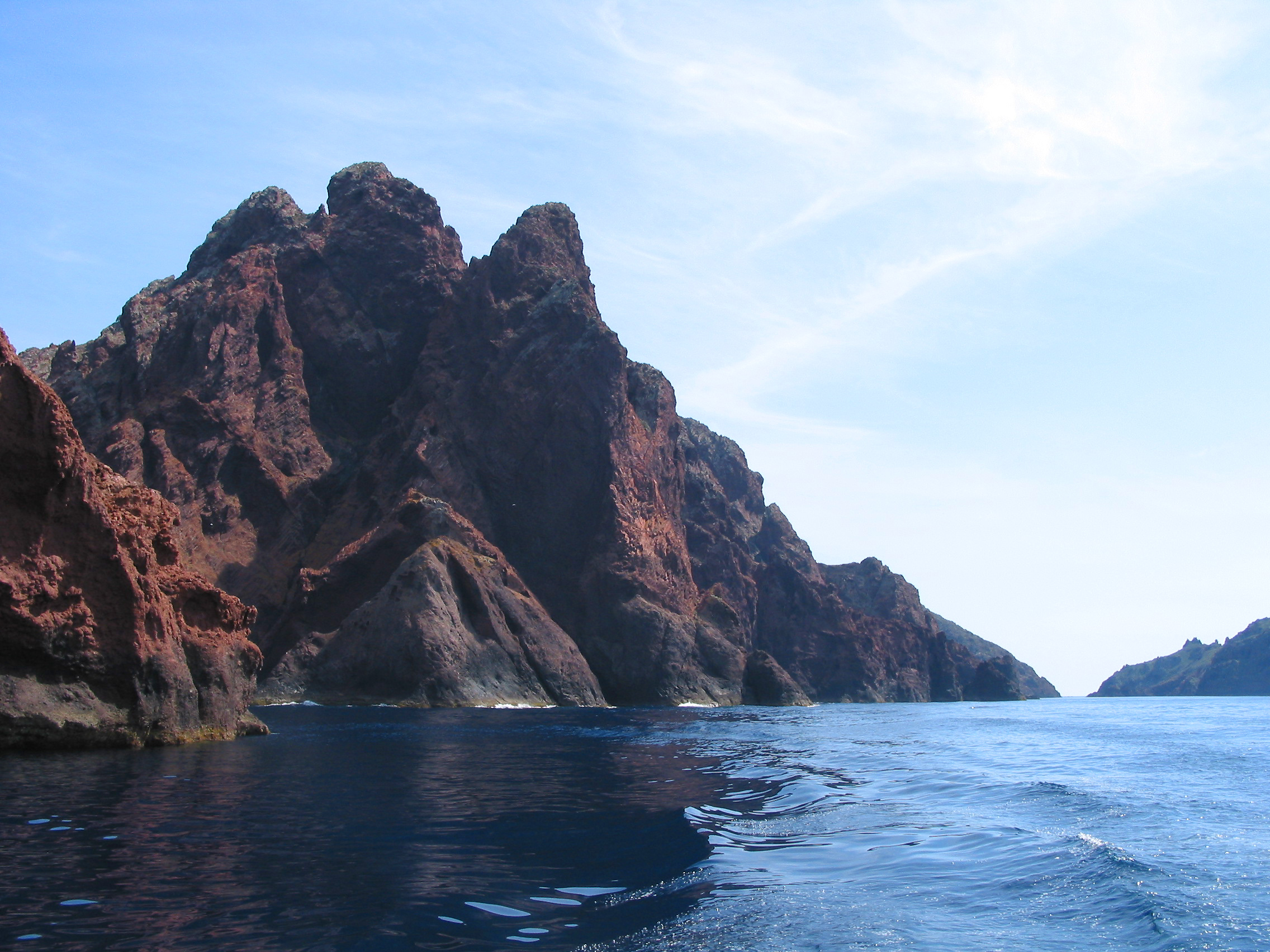
Steile rotsen
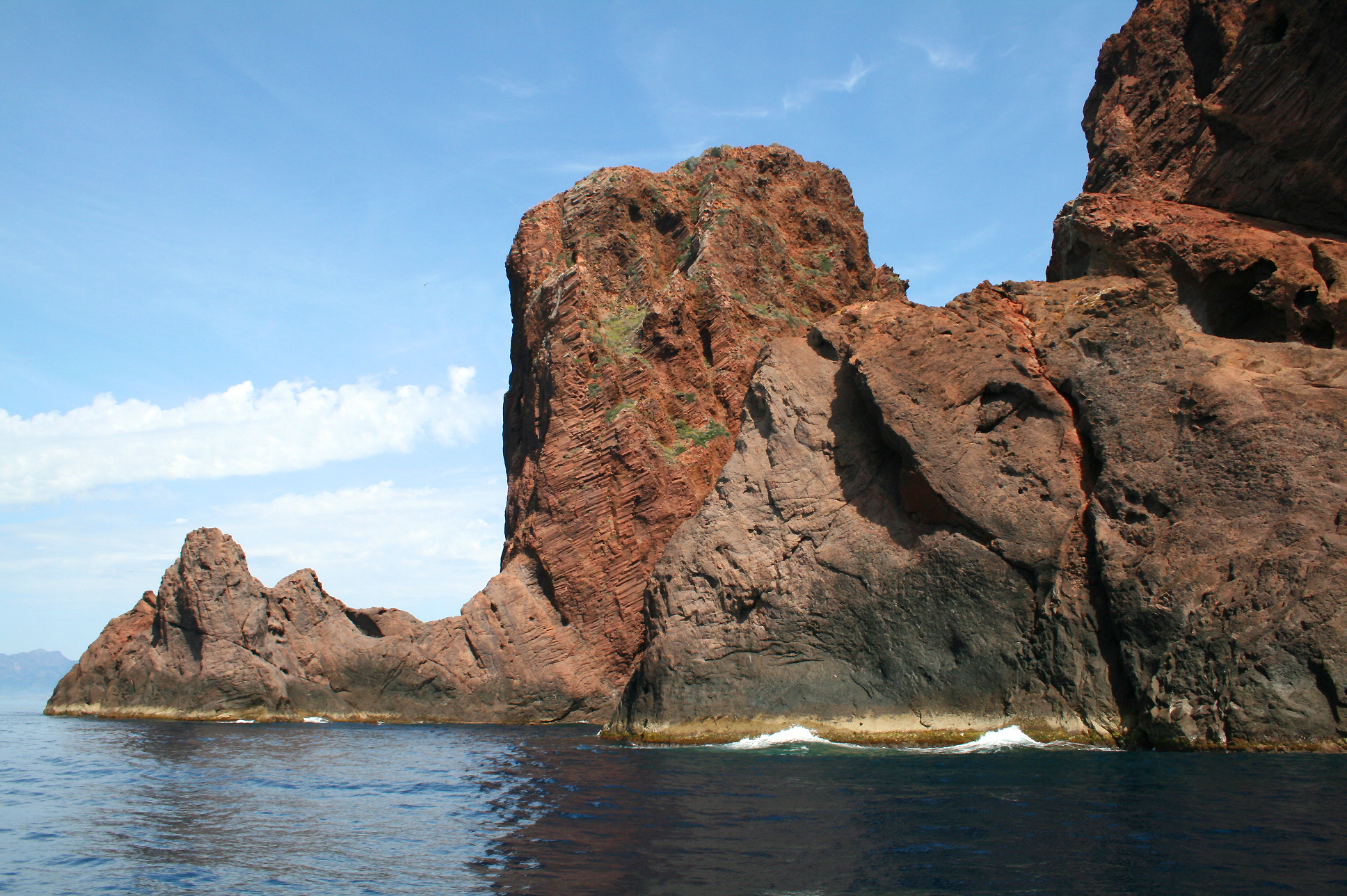
Rode rioliet
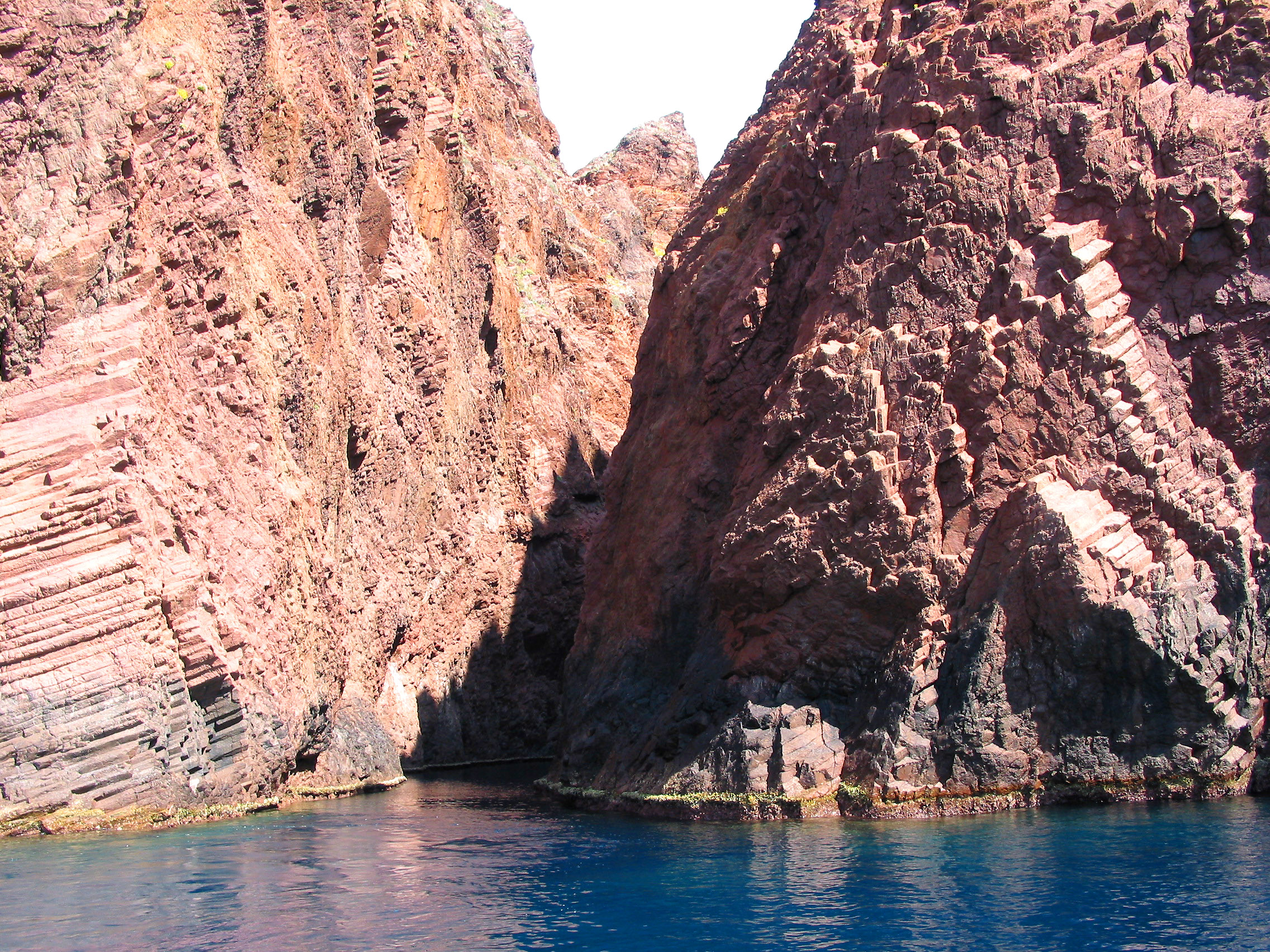
Basaltzuilen
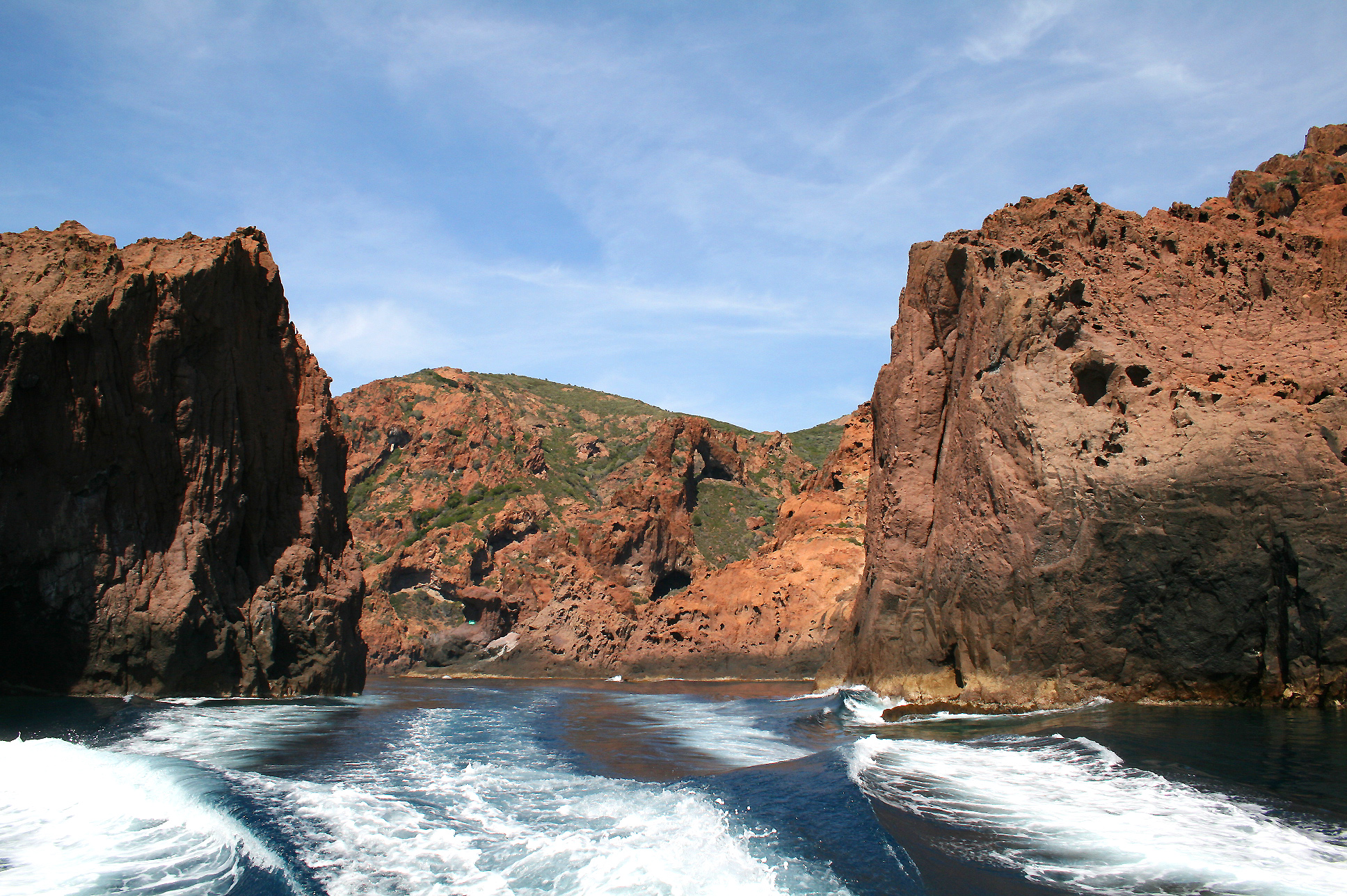
Rode kliffen